# Sani Kaita
Sani Kaita (Kano, 2 mei 1986) is een Nigeriaans profvoetballer die als middenvelder speelt.

## Carrière
De verdediger begon zijn profcarrière bij Kano Pillars FC, een club die uitkomt in de hoogste voetbaldivisie van Nigeria. In de zomer van 2005 verhuisde de middenvelder naar Sparta Rotterdam. Hij maakte zijn debuut voor Sparta op 22 oktober 2005, in de met 3-2 verloren thuiswedstrijd tegen Roda JC.
Kaita heeft meerdere interlands achter zijn naam staan. Op 10 augustus 2005 won hij bij zijn debuut bij het nationale elftal met 6-0 van Benin.
Bij Sparta viel hij tegen, hij kon de verwachtingen niet waarmaken. In september 2008 verhuisde hij naar AS Monaco FC. Daar werd hij verhuurd aan FK Koeban Krasnodar, dan aan Lokomotiv Moskou, Alania Vladikavkaz, Metalist Charkov. Na een kort verblijf bij Tavrija Simferopol speelt hij sinds 2012 voor Olympiakos Nicosia. Nadat hij sinds de zomer van 2013 zonder club zat, sloot hij in april 2014 aan bij Enyimba FC in zijn vaderland.

## Internationaal
Met Nigeria werd Kaita tweede op het Wereldkampioenschap voetbal onder 20 - 2005. Bij de Olympische Zomerspelen 2008 behaalde hij met het Nigeriaans olympisch voetbalelftal de zilveren medaille. In 2009 debuteerde hij voor het Nigeriaans voetbalelftal en hij maakte deel uit van de selecties voor de African Cup of Nations 2006, de African Cup of Nations 2010 (derde plaats) en het Wereldkampioenschap voetbal 2010.

## Statistieken
| Seizoen   | Club                  | Duels | Goals | Competitie               |
| --------- | --------------------- | ----- | ----- | ------------------------ |
| 2004-2005 | Kano Pillars FC       |       |       | Premier League (Nigeria) |
| 2005-2006 | Sparta Rotterdam      | 10    | 0     | Eredivisie               |
| 2006-2007 | Sparta Rotterdam      | 4     | 0     | Eredivisie               |
| 2007-2008 | Sparta Rotterdam      | 8     | 0     | Eredivisie               |
| 2008-2011 | AS Monaco FC          | 3     | 0     | Ligue 1                  |
| 2009      | → FK Koeban Krasnodar | 20    | 0     | Premjer-Liga             |
| 2009      | → Lokomotiv Moskou    | 3     | 0     | Premjer-Liga             |
| 2010      | → Alania Vladikavkaz  | 6     | 0     | Premjer-Liga             |
| 2010      | → Metalist Charkov    | 6     | 0     | Vysjtsja Liha            |
| 2011-2012 | → Iraklis Saloniki    | 6     | 0     | Super League             |
| 2011-2012 | Tavrija Simferopol    | 7     | 0     | Vysjtsja Liha            |
| 2012-2013 | Olympiakos Nicosia    | 2     | 0     | A Divizion               |

Bijgewerkt op 08 september 2011